# HMS Nottingham (1703)
Pour les autres navires du même nom, voir HMS Nottingham.
Le HMS Nottingham est un vaisseau de ligne de quatrième rang de 60 canons en service dans la Royal Navy britannique au XVIIIe siècle. Construit aux chantiers navals de Deptford Dockyard, il est lancé le 10 juin 1703. Il est le premier bâtiment à porter ce nom.
Commissionné, il est placé sous les ordres du captain Samuel Whitaker, et intégré à la flotte de l’Admiral Cloudesley Shovell qui met les voiles en compagnie de celles de l'Admiral Rooke pour prendre le rocher de Gibraltar en 1704. Le vaisseau est également engagé dans plusieurs affrontements lors de la bataille de Cabrita Point en mars 1705 et en Méditerranée en 1711.
Le Nottingham est reconstruit selon les préconisations du 1706 Establishment aux chantiers de Deptford, et est remis à l'eau le 5 octobre 1719. Le 18 mai 1739, des ordres sont donnés afin que le Nottingham soit démantelé et reconstruit selon les propositions de 1733 du 1719 Establishment aux chantiers navals de Sheerness, d'où il est lancé le 17 août 1745.
Commandé par Philip de Saumarez, il attaque et capture le vaisseau français Mars, qui rentrait en France après l'échec de l'expédition du duc d'Anville, le 11 octobre 1746. Le Nottingham fait alors prisonnier Augustin de Boschenry de Drucourt. Le vaisseau continue à servir jusqu'en 1773, date à laquelle il est coulé pour servir de brise-lames.

## Sources et bibliographie
- (en) Cet article est partiellement ou en totalité issu de l’article de Wikipédia en anglais intitulé « HMS Nottingham (1703) » (voir la liste des auteurs).
- (en) Brian Lavery, The Ship of the Line - Volume 1: The development of the battlefleet 1650-1850, Conway Maritime Press, 2003,  (ISBN 0-85177-252-8).